# Disney Dream
Ne doit pas être confondu avec Disney Dreams!.
Le Disney Dream est l'un des navires de croisière de la Disney Cruise Line, société de croisière de la Walt Disney Company.
C'est le troisième navire de croisière construit pour Disney et le premier dans le chantier naval de Meyer Werft à Papenburg en Allemagne. Sa silhouette rappelle celle des transatlantiques, du début du XXe siècle et plus particulièrement des années 1930 à l'image du Normandie ou du Queen Mary. Sa construction a débuté le 2 mars 2009,. Il est suivi par son sister-ship nommé Disney Fantasy, les deux noms ayant été révélés durant la réunion des actionnaires du 11 mars 2009,.
Chacun des deux navires devrait avoir les caractéristiques suivantes, : 339,8 mètres de long pour 37 mètres de large, une jauge de 128 000 tonneaux et une capacité de 2 500 passagers pour un coût unitaire de 900 millions de dollars. En 2010, le site officiel de Disney annonce la croisière inaugurale pour le 16 janvier 2011 et des chiffres plus importants : 1 250 cabines, 4 000 passagers et 1 458 membres d'équipage.
Le 26 août 2009, l'assemblage du Disney Dream, troisième navire de la Disney Cruise Line, a débuté à Papenburg avec une cérémonie de pose de la quille. Le 30 octobre 2010, le Disney Dream a effectué sa mise à l'eau dans le dock des chantiers de Meyer Werft à Papenburg,. Le 4 janvier 2011, il rejoint son port d'attache à Port Canaveral.

## Informations techniques
- Nombre de ponts passagers : 13
- Nombre de cabines: 1 250
- Nombre de passagers (approximatif): 4 230

Source : Disney Cruise Line

## À bord
| Restaurants                                                                                    | Snacks et cafés | Boutiques                                           |
| - Animator's Palate - Cabanas - Enchanted Garden - Flo's café - Preludes - Remy - Royal palace | - Frozone Treats - Eye Scream Treats - 687 - Bon voyage - Cove café - District Lounge - Currents - Meridian - Skyline - District Lounge - Pink |                                                     |
| Activités                                                                                      | Piscines | Autres                                              |
| - Buena Vista Theatre - Walt Disney Theatre - Villains Tonight!                                | - AquaDuck - Donald's pool - Mickey's pool - Nemo's Reef - Quiet Cove Pool                                                                     | Entrée principale: Accès aux bateaux d'excursions : |